# 청정로 (홍천 횡성)
청정로(Cheongjeong-ro)는 강원특별자치도 횡성군 갑천면 구방교에서 홍천군 서석면 풍암4교차로 까지 연결하는 도로이다.

## 주요 경유지
강원도
- 횡성군 (갑천면 . 청일면) - 홍천군 (서석면)

## 노선
| 이름         | 접속 노선                | 소재지 | 소재지 | 비고 |
| ------------ | ------------------------ | ------ | ------ | ---- |
| 구방교       |                          | 횡성군 | 갑천면 |      |
| (이름없음)   | 갑천로                   | 횡성군 | 갑천면 |      |
| (이름없음)   | 외갑천로                 | 횡성군 | 갑천면 |      |
| 춘당교       |                          | 횡성군 | 청일면 |      |
| 춘당1교      |                          | 횡성군 | 청일면 |      |
| 속실교       |                          | 횡성군 | 청일면 |      |
| 청량교       |                          | 홍천군 | 서석면 |      |
| 풍암4 교차로 | 국도 제56호선 (구룡령로) | 홍천군 | 서석면 |      |

## 주요 건물 및 시설
- 갑천초등학교 (청정로 262/매일리 705-1)
- 농협 동횡성농협하나로마트 갑천점 (청정로 264/매일리 707-6)
- CU 횡성갑천점 (청정로 273/매일리 897-1)
- 갑천면행정복자센터 (청정로 295/매일리 627-7)
- 농협 동횡성농협주유소 갑천지점 (청정로 323/율동리 61-1)
- 청일초등학교 (청정로 795/유동리 1005-1)
- 청일중학교 (청정로 807/유동리 1060)
- 청일119지역대 (청정로 813/유동리 1037-6)
- 청일파출소 (청정로 825/유동리 1043-1)
- 농협 동횡성농협하나로마트 청일점 (청정로 842/유동리 854-10)
- CU 횡성청일점 (청정로 851/유동리 859-27)